# Jonathan Åstrand
Jonathan Åstrand (né le 9 septembre 1985 à Närpes) est un athlète finlandais, spécialiste du sprint et du relais.
Son club est le IF Kraft Närpes.
Son meilleur temps était de 10 s 45, obtenu à Lappeenranta le 15 juillet 2010 qu'il porte à 10 s 26 à Tampere en 2011. Le 31 juillet, il permet la qualification, en 39 s 40, de la Finlande en finale du 4 × 100 m lors des Championnats d'Europe d'athlétisme 2010.